# Agrias penthesilea
Agrias penthesilea är en fjärilsart som beskrevs av Biedermann 1935. Agrias penthesilea ingår i släktet Agrias och familjen praktfjärilar. Inga underarter finns listade i Catalogue of Life.